# Skoki do wody na Letnich Igrzyskach Olimpijskich 2024 – trampolina 3 m synchronicznie kobiet
Konkurs kobiet w synchronicznych skokach do wody z trampoliny 3 m podczas XXXIII Letnich Igrzysk Olimpijskich w Paryżu odbył się w dniu 27 lipca 2024. Do rywalizacji przystąpiło 16 sportowców z 8 krajów. Areną zawodów było Olimpijskie Centrum Wodne w Saint-Denis. Mistrzyniami olimpijskimi zostały Chinki Chang Yani i Chen Yiwen, wicemistrzyniami Amerykanki Sarah Bacon i Kassidy Cook, a brąz zdobyły Brytyjki Yasmin Harper i Scarlett Mew Jensen.
Był to VII olimpijski konkurs synchronicznych skoków do wody z trampoliny 3 m kobiet.

## Terminarz
godziny zostały podane w czasie CEST
| Data          | Godzina | Runda |
| ------------- | ------- | ----- |
| 27 lipca 2024 | 11:00   | Finał |

## System rozgrywek
Konkurs składał się z jednej rundy, w której zawodniczki miały do oddania pięć skoków, po jednym z każdej grupy:
- skok w przód
- skok w tył
- delfin
- auerbach
- śruba[1]

Pozycja była ustalona według sumy ocen za wszystkie 5 skoków.

## Wyniki
| złoto  | Chang Yani Chen Yiwen             | Chiny             | 52.80 | 51.00 | 77.40 | 79.98 | 76.50 | 337.68 |
| srebro | Sarah Bacon Kassidy Cook          | Stany Zjednoczone | 49.80 | 51.00 | 71.10 | 72.54 | 70.20 | 314.64 |
| brąz   | Yasmin Harper Scarlett Mew Jensen | Wielka Brytania   | 50.40 | 46.20 | 63.90 | 71.10 | 70.68 | 302.28 |
| 4      | Elena Bertocchi Chiara Pellacani  | Włochy            | 49.20 | 45.00 | 68.40 | 68.82 | 62.10 | 293.52 |
| 5      | Maddison Keeney Anabelle Smith    | Australia         | 47.40 | 48.00 | 73.80 | 74.40 | 48.60 | 292.20 |
| 6      | Lena Hentschel Jette Müller       | Niemcy            | 48.60 | 48.00 | 64.80 | 67.89 | 59.40 | 288.69 |
| 7      | Wiktorija Kesar Hanna Pyśmenśka   | Ukraina           | 45.60 | 42.00 | 57.60 | 54.87 | 51.30 | 251.37 |
| 8      | Naïs Gillet Juliette Landi        | Francja           | 42.00 | 43.80 | 48.72 | 51.24 | 54.27 | 240.03 |